# Usadiszcze (przystanek kolejowy)
Usadiszcze (ros. Усадище) – przystanek kolejowy w pobliżu miejscowości Usadiszcze, w rejonie nowodugińskim, w obwodzie smoleńskim, w Rosji. Położony jest na linii Lichosławl – Rżew – Wiaźma.